# Episodi di South Park (decima stagione)
La decima stagione di South Park , composta da 14 episodi, è stata trasmessa negli Stati Uniti, da Comedy Central, dal 22 marzo al 15 novembre 2006.
L'edizione italiana è stata trasmessa su Comedy Central dal 3 maggio al 14 giugno 2007.
Tutti gli episodi sono stati scritti e diretti da Trey Parker.
| nº | Titolo originale            | Titolo italiano                  | Prima TV USA     | Prima TV Italia |
| -- | --------------------------- | -------------------------------- | ---------------- | --------------- |
| 1  | The Return of Chef          | Il ritorno di Chef               | 22 marzo 2006    | 3 maggio 2007   |
| 2  | Smug Alert!                 | Allerta Smug                     | 29 marzo 2006    | 3 maggio 2007   |
| 3  | Cartoon Wars Part I         | Cartoon Wars Parte 1             | 5 aprile 2006    | 10 maggio 2007  |
| 4  | Cartoon Wars Part II        | Cartoon Wars Parte 2             | 12 aprile 2006   | 10 maggio 2007  |
| 5  | A Million Little Fibers     | Un milione di piccole fibre      | 19 aprile 2006   | 17 maggio 2007  |
| 6  | ManBearPig                  | Uomorsomaiale                    | 26 aprile 2006   | 17 maggio 2007  |
| 7  | Tsst                        | L'educazione di Cartman          | 3 maggio 2006    | 24 maggio 2007  |
| 8  | Make Love, Not Warcraft     | Fate l'amore, non fate la guerra | 4 ottobre 2006   | 24 maggio 2007  |
| 9  | Mystery of the Urinal Deuce | Il mistero dell'orinatoio        | 11 ottobre 2006  | 31 maggio 2007  |
| 10 | Miss Teacher Bangs a Boy    | Occhio alla maestra!             | 18 ottobre 2006  | 31 maggio 2007  |
| 11 | Hell on Earth 2006          | Inferno sulla Terra 2006         | 25 ottobre 2006  | 7 giugno 2007   |
| 12 | Go God Go                   | Viaggio nel futuro               | 1º novembre 2006 | 7 giugno 2007   |
| 13 | Go God Go XII               | Viaggio nel futuro... e ritorno  | 8 novembre 2006  | 14 giugno 2007  |
| 14 | Stanley's Cup               | Vincere o perdere                | 15 novembre 2006 | 14 giugno 2007  |

## Il ritorno di Chef
- Titolo originale: The Return of Chef

### Trama
Un riassunto (che non si riferisce a nessuna vera puntata) spiega che Chef ha lasciato South Park per intraprendere un viaggio alla ricerca di se stesso con una società chiamata Super Adventure Club. Qualche tempo dopo Chef ritorna in città, ma è notevolmente cambiato agli occhi dei quattro protagonisti: egli infatti è stato plagiato dal Super Adventure Club (che si scopre essere una setta che mira ad abusare sessualmente dei bambini dei luoghi più esotici del mondo) e convinto a diventare un pedofilo egli stesso.
I ragazzini, portandolo ad un club di striptease, riescono a farlo rinsavire, mai il Club interviene rapendo Chef e portandolo al loro covo per rifargli il lavaggio del cervello. I protagonisti vanno in aiuto di Chef, ma questi, tentando la fuga, cade da un ponte e muore sbranato da un grizzly e da un puma. La città organizza così un funerale in onore dello sfortunato Chef, e Kyle esorta i suoi concittadini a ricordare l'amico per ciò che era, e non per quello che è diventato.
Alla fine della puntata, il Club recupera il corpo di Chef per farne un micidiale cyborg (di fatto identico a Dart Fener), pronto a combattere per la causa dei pedofili.
- Guest star: Peter Serafinowicz (Darth Chef)

## Allerta Smug
- Titolo originale: Smug Alert!

### Trama
Gerald Broflovski compra un'auto ibrida e inizia a vantarsene, ma gli abitanti di South Park lo snobbano, così decide di trasferirsi a San Francisco con la famiglia. Stan, disperato per la partenza dell'amico Kyle, decide di scrivere una canzone per convincere, con successo, tutti i suoi concittadini a comprarne una. Subito dopo un ranger giunge in città dicendo a Stan che la sua canzone ha causato un aumento dello smug a South Park (una sorta di smog creato dall'auto-compiacimento delle persone) che si sta unendo a quello di San Francisco, e a una nuvola, sempre di smug, nata da un discorso di George Clooney, rischiando così di causare la "tempesta perfetta da auto-compiacimento".
I cittadini, dopo essere stati avvertiti della situazione, si mettono all'opera per evitare la catastrofe costringendo Stan, responsabile di tutto, a demolire tutte le auto ibride, mentre Cartman, che all'inizio era contentissimo della partenza di Kyle, cerca di riempire il vuoto ingaggiando Butters ma lo trova troppo gentile e riluttante a difendersi come faceva Kyle. Annoiandosi senza la sua nemesi in giro, si reca quindi a salvarlo con l'aiuto di Butters. Nonostante tutti i tentativi per risolvere la situazione, la tempesta si genera distruggendo le due città, ma la famiglia Broflovski viene salvata e gli abitanti della cittadina capiscono che è ancora troppo presto per guidare un'auto ibrida, e si mettono quindi all'opera per ricostruire una devastata South Park.
- Guest star: George Clooney (se stesso)

## Cartoon Wars Parte 1
- Titolo originale: Cartoon Wars Part I

### Trama
Il cartone animato I Griffin sta per mostrare l'immagine del profeta Maometto in un nuovo episodio. Mentre i terroristi minacciano gli Stati Uniti e gli abitanti di South Park preferiscono letteralmente nascondere la testa sotto la sabbia che reagire, Cartman, fingendosi preoccupato per le eventuali vittime, decide di partire per Hollywood col suo triciclo per impedire la messa in onda dell'episodio e da lì di tutta la serie. Nella versione italiana la comprensione del senso stesso dell'episodio è stata inficiata ai più dal fatto che è stato scelto di utilizzare non il nome Maometto, ma bensì Mohamed, un nome di persona piuttosto comune nei paesi arabi così come tra gli immigrati in Italia, nome che effettivamente pochi italiani riuscirebbero ad identificare con il profeta islamico.
Kyle, invece, grande fan del cartone, è inizialmente contrario, ma dopo aver visto in sogno South Park bombardata, decide di andare con Cartman. Lungo il viaggio però scopre che il vero scopo di Eric è quello di cancellare la serie, che lui detesta.

## Cartoon Wars Parte 2
- Titolo originale: Cartoon Wars Part II

### Trama
Ad Hollywood, Cartman incontra un bel ragazzino simile a Bart Simpson che vuole anche lui fermare la messa in onda de I Griffin. Cartman riesce poi ad entrare negli studios fingendosi "Little Dany Pocket", un bambino danese rimasto ferito dai terroristi, e scopre che gli scrittori de I Griffin sono tutti lamantini che mettono insieme parole a caso per formare le battute. Kyle, che ha seguito Cartman, cerca di fermare il suo piano di censura.

## Un milione di piccole fibre
- Titolo originale: A Million Little Fibers

### Trama
Asciughino scrive un libro, Un milione di piccole fibre, dove parla della sua tossicodipendenza. Tuttavia, l'editore si rifiuta di pubblicare il libro, in quanto afferma che a nessuno importa leggere l'autobiografia di un asciugamano. Asciughino decide di apportare delle modifiche al libro, sostituendo ovunque la parola "asciugamano" con "persona" e, indossando un cappello ed un paio di baffi finti, usa lo pseudonimo di "Steven McTowelie". Il libro diventa un successo e Asciughino viene invitato a partecipare al talk show di Oprah Winfrey, la quale afferma che "Un milione di piccole fibre" è il suo libro del mese. Mentre Oprah discute i piani dello spettacolo, la sua vagina (Passerina) e il suo sedere (Gary) si lamentano della poca attenzione che ricevono da parte della donna.
L'apparizione di Asciughino nel talk show rende il suo libro un bestseller. Passerina e Gary, però, si sono accorti che Asciughino non è davvero una persona e decidono di telefonare a Geraldo Rivera, spiegandogli che Oprah ha dato il premio "Libro del Mese" ad un asciugamano. In questo modo, i due credono che Oprah verrà screditata e perderà il lavoro e quindi dedicherà loro più attenzioni. Oprah invita ancora Asciughino a partecipare al suo show, durante il quale invita il pubblico a linciare Asciughino, sventando di conseguenza anche il piano di Passerina e Gary. Asciughino viene messo all'angolo presso la First National Bank di Chicago.
Proprio mentre Oprah e la folla si preparano a linciare Asciughino, la vagina di Oprah, temendo che i loro piani possano non avere mai successo, "impugna" una pistola che fa passare attraverso i pantaloni della donna, prende in ostaggio delle persone e abbatte un poliziotto, iniziando a fare richieste in vista di una fuga a Parigi. Asciughino riesce ad infilarsi attraverso la porta della banca, aprendola poi dall'interno e facendo entrare gli ostaggi. Gli ostaggi ringraziano Asciughino e si scusano per aver cercato di ucciderlo. In seguito, Asciughino si rende conto che farsi le canne dovrebbe essere una ricompensa e non un modo per farsi venire delle idee.

## Uomorsomaiale
- Titolo originale: ManBearPig

### Trama
Al Gore si reca a South Park per avvertire la popolazione della presenza un fantomatico mostro di nome "Uomorsomaiale" (descritto da lui come un ibrido metà umano, metà orso e metà maiale). Nessuno gli crede, mentre Stan, Kenny, Kyle ed Eric lo appoggiano (più per commiserazione verso il politico, che non ha amici) e vanno alla ricerca dell'inesistente mostro assieme ad Al. Al Gore e i ragazzi così si recano alla "Grotta dei venti", una località turistica dove Al Gore afferma che si nasconda l'Uomorsomaiale, ma per un errore di quest'ultimo (che, credendo di colpire il mostro, spara stupidamente alle pareti causando una frana), rimangono intrappolati in essa.
Esplorando la caverna Cartman si imbatte in un tesoro nascosto da dei pirati e, pur di non condividerlo con gli altri, lo ingoia pezzo per pezzo, ingrassando ancora di più. Nel frattempo fuori dalla grotta i vigili del fuoco e gli speleologi cercano di trarre in salvo i bambini, ma Al Gore devia il corso di un fiume e allaga la caverna in modo da causare la definitiva morte dell'Uomorsomaiale, ma i bambini riescono a salvarsi e accusano Al Gore di essersi inventato tutto per attirare l'attenzione degli altri. Cartman, allo stremo, defeca il tesoro, che si scoprirà un falso fatto allo scopo di attirare i turisti.

## L'educazione di Cartman
- Titolo originale: Tsst

### Trama
La madre di Eric Cartman viene convocata nell'ufficio del signor Mackey perché il figlio ha ammanettato la caviglia di Billy, un suo compagno, all'asta della bandiera della scuola dicendogli che gli aveva avvelenato il latte del pranzo e che l'unico antidoto era segarsi una gamba (come in Saw - L'enigmista) solo per vendicarsi del fatto che l'aveva chiamato "paffutello". Per correggere il comportamento di Eric, Liane si rivolge al programma televisivo SOS Tata (in lingua originale Nanny 911). Viene mandata tata Stella (Stella Reid) a casa loro per stabilire delle regole, ma Eric l'attacca sul personale facendole ricordare che fa la babysitter perché non ha mai avuto un compagno con cui fare bambini. Stella viene così sostituita da Jo Frost del reality Supernanny, ma dopo tre giorni la donna viene ricoverata in un ospedale psichiatrico, dove continua a ripetere la frase «Arriva dall'inferno!» mangiando i propri escrementi.
Infine Liane si rivolge a César Millán del reality Dog Whisperer. Insegna alla madre a sottomettere il figlio comportandosi da "capobranco" e utilizzando tecniche di addestramento per cani, come pizzicargli il collo dicendo: «Tsst!» (titolo originale dell'episodio) o dandogli dei bocconcini per premiarlo. Gli consiglia inoltre di portarlo a passeggio con un guinzaglio per fargli fare esercizio fisico. Esasperato, Eric scappa di casa e chiede asilo a Stan, Kyle, Butters, Kenny, Jimmy e Craig, che però si rifiutano di ospitarlo. Tenta di dormire in un vicolo coperto da un cartone, ma poi ritorna subito dalla madre. Qui viene nutrito con il cibo sano ma insapore che odia, viene obbligato a lavarsi i denti, ad andare a letto presto e ad indossare i vestiti che vuole la madre.
Sorprendentemente Eric viene finalmente sottomesso: perde peso e ottiene ottimi voti a scuola. Oppresso (dice di sentirsi come un ebreo ad Auschwitz e paragona la madre a Hitler), progetta di uccidere la madre chiedendo la complicità degli amici, che ovviamente rifiutano. Una notte si reca con un coltello e un cuscino in camera della madre mentre dorme, ma prima di compiere il violento gesto si rende conto per la prima volta nella sua vita che "il mondo non ruota attorno a lui". Dopodiché vomita una sostanza nera e subisce delle strane trasformazione fisiche (simili a quelle del film Stati di allucinazione). La mattina seguente sembra essere diventato il figlio perfetto, ma la madre, appena Ceasar se ne va, ricomincia nuovamente a viziarlo promettendogli cibo e giocattoli.

## Fate l'amore, non fate la guerra
- Titolo originale: Make Love, Not Warcraft

### Trama
Stan, Kyle, Eric Cartman e Kenny sono impegnati con il nuovo gioco World of Warcraft. Ad un certo punto compare un player killer che rovina il divertimento altrui uccidendo gli altri giocatori, fra i quali anche i ragazzi.

## Il mistero dell'orinatoio
- Titolo originale: Mystery of the Urinal Deuce

### Trama
Il signor Mackey vuole scoprire ad ogni costo chi ha defecato nell'orinatoio della scuola, così chiama la polizia, ma non sapendo chi è il colpevole, vengono fatti arrivare "i gemelli Hardly", due fratelli affetti da paresi che risolvono intricati misteri. Nel frattempo Cartman ritiene che il caso dell'orinatoio sia un complotto, esattamente come gli l'attentato alle torri gemelle e (dopo una ricerca ed un assurdo ragionamento) arriva ad accusare Kyle e a convincere tutti i bambini della sua colpevolezza. Kyle torna a casa e informa la madre che ora tutti lo accusano dell'11 settembre e così lei fa convocare una riunione tra genitori e insegnanti e chiede che la scuola spieghi ai ragazzi cosa è successo quel giorno. Ma siccome gli stessi adulti sono in disaccordo su chi sia il responsabile, si affida ai fratelli Hardly il compito di scoprire il responsabile degli attentati dell'11 settembre 2001. Intanto, mentre Kyle viene tenuto d'occhio dai servizi segreti, Stan trova un sito di un'organizzazione che riuscirà a dimostrare che Kyle non c'entra nulla con l'attacco. Così Stan e Kyle si recano dal gestore del sito, che gli spiega che l'attacco è stato messo a segno dallo stesso governo statunitense per ottenere consensi dal popolo americano ad attaccare il Medio Oriente.
Nel frattempo, Mackey continua la sua indagine sul crimine avvenuto nel gabinetto, ma purtroppo i suoi tentativi di trovare il colpevole sono infruttuosi poiché tenta di spingere il colpevole a consegnarsi facendo leva sulla presunta tragicità della situazione, sperando così di suscitare in lui dei sensi di colpa, ma alla fine le metafore che utilizza suscitano soltanto ilarità tra gli studenti e il resto degli insegnanti.
In quel momento arriva la polizia e Stan, Kyle e il tizio del sito vengono portati alla Casa Bianca davanti al presidente George W. Bush. Questi estrae una pistola ed uccide il tipo del sito, poi ammette il coinvolgimento del governo nella faccenda. Infatti quando le torri gemelle sono cadute, gli americani si sono sentiti attaccati, feriti e conseguentemente si sono sentiti più vicini alla loro nazione, così da autorizzare l'attacco dell'Iraq. Attaccando il Medio Oriente, gli Stati Uniti si sono presi il petrolio, e poiché da esso dipende l'economia mondiale, gli USA sono diventati ancora più ricchi e potenti di prima. Kyle e Stan scappano dalla Casa Bianca, ma in strada reincontrano lo stesso tizio del sito internet. Lo inseguono sino ad un vicolo cieco, ma qui viene nuovamente ucciso da un uomo che li porta nella sua lussuosa abitazione. Si scopre che quest'uomo altri non è che il padre dei fratelli Hardly, i quali hanno scoperto che i siti internet che sostengono che il governo statunitense sia implicato nell'attentato dell'11 settembre in realtà sono gestiti dal governo stesso in modo da intimidire la gente, facendogli credere che il governo ha il controllo totale di tutto e che è capace del piano più complesso del mondo. Arriva di nuovo Bush, il quale continua dicendo che la gente ama pensare che gli Stati Uniti sono la nazione più potente del mondo; se sapesse che non c'entra nulla nell'attentato, penserebbe che il governo statunitense non controlla un bel niente. E si arriva al colpo si scena: Stan estrae una pistola, la punta alla tempia di Kyle e ammette di aver defecato lui nell'orinatoio, per poi dare la colpa al governo, che è stato ben felice di accollarsi tale accusa visto che li ha fatti sembrare responsabili dell'attentato. Ma, assurdamente, alla domanda di Kyle di chi sia la responsabilità finale della caduta delle torri gemelle, Stan risponde che è dei terroristi. Il mistero è risolto.
Nella scena finale Stan deve (per punizione) tirare a lucido l'orinatoio, sotto lo sguardo vigile del signor Mackey che, di nuovo, nel tentativo di far riflettere il bambino, utilizza metafore e similitudini che invece lo fanno soltanto ridere.

## Occhio alla maestra!
- Titolo originale: Miss Teacher Bangs a Boy

### Trama
La preside Victoria affida a Cartman il compito di vigilare il corridoio della scuola. L'idea di avere potere e autorità "trasforma" Eric in una sorta di rigoroso e violento giustiziere con tanto di barba e capelli finti (riferimento al programma Dog the Bounty Hunter), che aggredisce gli studenti senza pass. Intanto, la maestra dell'asilo (la signorina Stevenson) incomincia una relazione amorosa e sessuale con Ike. Quando Kyle li scopre in atteggiamenti inequivocabili, cerca inutilmente di parlarne con i genitori, con gli amici e con la polizia, ma senza risultati, perché mentre i primi non capiscono quello che il figlio cerca di dirgli, tutti gli altri ritengono che non ci sia nulla di male dato che la maestra è una bella donna.
Quando Cartman becca la maestra e Ike nel corridoio mentre si baciano, la loro relazione diventa di pubblico dominio, ma la donna riuscirà ad essere scagionata dicendo di aver problemi di alcolismo. Uscita dalla clinica dopo una veloce riabilitazione, convince Ike a scappare insieme a Milano il giorno seguente e si rifugiano all'Hilton Hotel in attesa del volo. Kyle si aggrega alla squadra messa su da Cartman e, con la polizia alle costole, raggiungono i due amanti, che fuggono sino sul tetto dell'hotel. Mentre la maestra decide di suicidarsi gettandosi nel vuoto, Ike non si butta e si getta tra le braccia del fratello.

## Inferno sulla Terra 2006
- Titolo originale: Hell on Earth 2006

### Trama
Satana sta organizzando una grande festa di Halloween a Los Angeles. Ogni dettaglio dovrà essere perfetto. Satana manda tre maldestri serial killer (Ted Bundy, Jeffrey Dahmer e John Wayne Gacy) a recuperare la sua torta a forma di Ferrari. Intanto, Butters evoca il rapper Biggie Smalls.

## Viaggio nel futuro
- Titolo originale: Go God Go

### Trama
La signora Garrison sostiene che la teoria dell'evoluzione è solo una storiella infondata, perciò ne insegna una versione alterata ai ragazzi, dicendo che essi sono il risultato di una serie di inchiappettamenti tra scimmie e pesci-scoiattolo. Dopo aver ricevuto lamentele dai genitori cattolici di una bambina della classe, la preside Victoria e il signor Mackey ritengono che la Garrison non sia abbastanza preparata su questa teoria, quindi la obbligano ad assistere alle lezioni del divulgatore scientifico Richard Dawkins, che nel frattempo l'ha sostituita nell'insegnamento. Dopo i primi conflitti, tra i due si genera una reciproca attrazione che sfocia in una relazione. Garrison diventa così un'atea intransigente e insieme al suo amante si propone di portare l'ateismo nel mondo.
Intanto Cartman non riesce ad aspettare con pazienza l'uscita nei negozi del nuovo Wii, perciò, con l'aiuto di Butters, decide di farsi ibernare tra le nevi delle montagne per tre settimane.
Per sbaglio però viene scongelato nel 2546, anno in cui il Wii è solo un raro pezzo da museo e in cui tutta la popolazione mondiale è diventata atea.

## Viaggio nel futuro... e ritorno
- Titolo originale: Go God Go XII

### Trama
Nel futuro è in corso una terribile guerra fra tre diverse frange di atei (una delle quali è composta da lontre che grazie alla scienza hanno acquisito intelligenza umana). I tre gruppi sono le uniche religioni rimaste ed adorano gli stessi due profeti, ovvero Richard Dawkins e la sua compagna la signora Garrison. Nel frattempo Cartman, dopo un'ansiosa ricerca riesce a trovare il tanto desiderato Wii, ma un tecnico gli spiega che non è possibile collegarla a nessun televisore moderno. Cartman scopre tramite una pubblicità che esiste la possibilità di fare telefonate nel passato e decide quindi di telefonare a sé stesso nel XX secolo per impedire di congelarsi e convincersi che è bene attendere l'uscita del Wii con pazienza. Non riuscendo a convincersi fa quindi un giro di telefonate ai suoi amici e alla signora Garrison mentre è a letto con Richard Dawkins. Questi scopre così che Garrison era un uomo e fugge, finendo inevitabilmente per modificare gli eventi passati e presenti. Lo scenario futuro si modifica repentinamente fino ad una situazione di pace e tranquillità e si scopre che il viaggio di Cartman era stato programmato da uno dei tre gruppi di atei nel tentativo di porre rimedio alla sanguinosa guerra. A questo punto Cartman viene rimandato a casa nel suo tempo, ma scopre che mancano ancora due mesi all'uscita del Wii; improvvisamente riceve una chiamata di sé stesso dal futuro che gli dice di non fare ciò che ha in mente. Ma Cartman non ha imparato niente, credendo di nuovo che sia Kyle che gli fa uno scherzo.

## Vincere o perdere
- Titolo originale: Stanley's Cup

### Trama
Quando la bici di Stan viene sequestrata dal carro attrezzi, il ragazzino non può più svolgere il suo lavoro di consegna dei giornali. L'unico modo per guadagnare dei soldi è allenare una squadra di hockey formata da bambinetti dell'asilo. Uno di questi, Nelson, ha il cancro ed è ricoverato in ospedale, ma il suo più grande desiderio è che la squadra vinca. Inoltre la partita si svolge in uno stadio dove tanti anni fa Stan fece una figuraccia mancando il tiro finale cosa che crea non poche frustrazioni al padre. Il giorno della finale, la squadra avversaria non si presenta e i bambini giocano così contro i Red Wings, professionisti dell'hockey, che letteralmente li massacrano, causando così la morte di Nelson.